# 9 mai
Pour les articles homonymes, voir Neuf-Mai.
9 avril 9 juin
Chronologies thématiques
- Croisades
- Ferroviaires
- Sports
- Disney
- Anarchisme
- Catholicisme

Abréviations / Voir aussi
- (° 1852) = né en 1852
- († 1885) = mort en 1885
- a.s. = calendrier julien
- n.s. = calendrier grégorien
- Calendrier
- Calendrier perpétuel
- Liste de calendriers
- Naissances du jour

Le 9 mai est le 129e jour, moins souvent le 130e, de l'année du calendrier grégorien ; il en reste ensuite 236.
Son équivalent était le 20 floréal du calendrier républicain ou révolutionnaire français, officiellement dénommé jour du sarcloir (l'outil de jardinage).

## Événements

### XVesiècleav. J.-C.
- -1457 : bataille de Megiddo première du nom remportée par Thoutmôsis III.

### XVesiècle
- 1435 : bataille de Gerberoy.
- 1469 : traité de Saint-Omer, entre le duc de Bourgogne Charles le Téméraire, et le duc d'Autriche Sigismond de Habsbourg.

### XVIIesiècle
- 1671 : Thomas Blood déguisé en clergyman tente de voler les joyaux de la Couronne britannique de la tour de Londres.

### XVIIIesiècle
- 1754 : Benjamin Franklin publie une caricature, considérée comme la première parue aux États-Unis. Intitulée Join, or Die (« S'unir ou périr »), elle montre un serpent coupé en plusieurs morceaux, chacun représentant un État américain.
- 1769 : les indépendantistes corses sont défaits par l'armée française, à la bataille de Ponte-Novo (aujourd'hui en Haute-Corse).

### XIXesiècle
- 1877 : profitant de la guerre entre la Russie et l'Empire ottoman, la Roumanie proclame son indépendance.

### XXesiècle
- 1915 : début de la bataille de l'Artois.
- 1939 : fin de la bataille de Nanchang, l'armée nationale révolutionnaire chinoise est battue par l'armée impériale japonaise.
- 1945 : libération de Prague par l'Armée rouge.
- 1949 : avènement du prince Rainier de Monaco.
- 1950 : déclaration Schuman sur l'Europe proposant un consortium charbon acier (CECA, embryon de l'actuelle Union européenne) : « l'Europe se fera par des réalisations concrètes, créant d'abord une solidarité de fait. » (voir Célébrations ci-après in fine).
- 1958 : la Chine rompt ses relations diplomatiques avec le Japon[1].
- 1978 : assassinat du chef de la Démocratie chrétienne italienne, Aldo Moro, par les Brigades rouges.
- 1979 : la guerre civile du Salvador débute.
- 1994 : Nelson Mandela devient président de la république d'Afrique du Sud, élu démocratiquement hors-apartheid.

### XXIesiècle
- 2006 : l'Estonie ratifie le traité de Rome de 2004.
- 2010 : des forces armées du Royaume-Uni, de France et des États-Unis, défilent pour la première fois sur la place Rouge à Moscou, à l’occasion du défilé du Jour de la Victoire.
- 2016 :
  - démission du chancelier autrichien Werner Faymann, à la suite de l'échec au premier tour de son parti à l’élection présidentielle.
  - Rodrigo Duterte remporte l'élection présidentielle aux Philippines.
- 2017 : Moon Jae-in est élu président de la Corée du Sud.
- 2021 : fusillade de Colorado Springs (Colorado), lors d'une fête d'anniversaire. Sept personnes sont tuées, dont le tireur qui se suicide.

## Arts, culture et religion
- 549 : inauguration de la basilique Saint-Apollinaire in Classe.
- 1087 :
  - transport des reliques de Saint Nicolas, de Myre (Anatolie) à Bari (dans les Pouilles italiennes).
  - Victor III est intronisé pape.
- 1092 : consécration de la cathédrale Sainte-Marie de Lincoln, au Royaume-Uni actuel.
- 1924 : Schlagobers (en), ballet en deux actes de Richard Strauss, créé à Vienne (Autriche).
- 1952 : sortie du film Jeux interdits.
- 1964 : Louis Armstrong est 1er au hit parade du Billboard américain avec sa chanson Hello, Dolly! qui en détrône Can't Buy Me Love des Beatles[2].
- 1969 : l'Église catholique romaine publie un calendrier révisé des saints, plus de 200 noms en sont retranchés tandis que d'autres saints de l'extérieur de l'Europe en font désormais partie[3].
- 1978 : le premier numéro de L'Histoire sort en kiosques.

## Sciences et techniques
- 1926 : l'explorateur américain Richard Byrd déclare avoir survolé le pôle Nord géographique.
- 2023 : annonce de la découverte de trois autres nouveaux Satellites naturels de Saturne du groupe nordique : S/2019 S 12, S/2020 S 6 et S/2019 S 13.

## Économie et société
- 1873 : début de la (première) Grande dépression, grande crise économique mondiale de la fin du XIXe siècle.
- 1960 : la Food and Drug Administration autorise la vente de la pilule contraceptive aux États-Unis[4].
- 1989 : le parc à thème Big Bang Schtroumpf ouvre ses portes à Maizières-lès-Metz.
- 2012 : accident du Soukhoï SuperJet 100 sur le Salak.
- 2017 : la société de l'audiovisuel public en Israël est dissoute brutalement par Benyamin Netanyahou entraînant départs et licenciements[5].

## Naissances

### XIIesiècle
- 1147 : Minamoto no Yoritomo, shogun japonais († 9 février 1199).

### XVIIesiècle
- 1685 : Clemente Ruta, peintre italien († 11 novembre 1767).

### XVIIIesiècle
- 1723 : Pehr Osbeck, naturaliste suédois († 23 décembre 1805).
- 1740 : Giovanni Paisiello, compositeur italien († 5 juin 1816).
- 1746 : Jean-Baptiste Mercier Dupaty, juriste et homme de lettres français († 17 septembre 1788).
- 1780 : Julie Philipault, peintre française († 23 novembre 1834)
- 1795 : Edmée Brucy, peintre française († 17 août 1826)
- 1800 : John Brown, abolitionniste américain († 2 décembre 1859).

### XIXesiècle
- 1820 : Charles Nègre, peintre français († 16 janvier 1880).
- 1830 : Victor Bonhommet, poète français († 1er octobre 1905).
- 1837 : Adam Opel, homme d'affaires allemand, fondateur de la société de fabrication automobile allemande Opel († 8 septembre 1895).
- 1843 : Anton von Werner, peintre allemand († 4 janvier 1915).
- 1860 : James Matthew Barrie, auteur écossais († 19 juin 1937).
- 1862 : Philipp Ernst, peintre allemand († 10 février 1942).
- 1874 : Howard Carter, archéologue et égyptologue britannique († 2 mars 1939).
- 1875 : Gregoria de Jesús, femme politique philippine indépendantiste, vice-présidente († 15 mars 1943).
- 1883 : José Ortega y Gasset, philosophe et homme politique espagnol († 18 octobre 1955).
- 1887 : John Nordin, ingénieur suédois († 29 juin 1983).
- 1888 : Francesco Baracca, as de l'aviation italien de la Première Guerre mondiale († 19 juin 1918).
- 1892 : Zita de Bourbon-Parme, dernière impératrice d'Autriche († 14 mars 1989).
- 1893 : William Moulton Marston, psychologue, inventeur et écrivain américain († 2 mai 1947).
- 1895 : 
  - Richard Barthelmess, acteur américain († 17 août 1963).
  - Frank Foss, athlète américain, champion olympique du saut à la perche en 1920 († 5 avril 1989).
- 1899 : Lucie Coutaz, résistante, cofondatrice du Mouvement Emmaüs († 16 mai 1982).

### XXesiècle
- 1904 : Gregory Bateson, anthropologue, psychologue et épistémologue américain († 4 juillet 1980).
- 1907 : Baldur von Schirach, homme politique nazi allemand, chef des Jeunesses hitlériennes († 8 août 1974).
- 1909 :
  - Lew Christensen, danseur, chorégraphe et maitre de ballet américain († 9 octobre 1984).
  - Don Messer (en), musicien et chef d’orchestre country canadien († 26 mars 1973).
- 1912 : Pedro Armendáriz, acteur mexicain († 18 juin 1963).
- 1914 :
  - Carlo Maria Giulini, chef d’orchestre italien († 14 juin 2005).
  - Hank Snow, chanteur et compositeur de musique country américain d’origine canadienne († 20 décembre 1999).
- 1917 : Fay Kanin, scénariste et productrice américaine († 27 mars 2013).
- 1918 : 
  - Mike Wallace, journaliste, animateur et acteur américain († 7 avril 2012).
  - Axel Grönberg, lutteur suédois, double champion olympique († 23 avril 1988).
- 1919 : Clifford Chadderton (en), vétéran canadien de la Seconde Guerre mondiale, P-DG des Amputés de guerre († 30 novembre 2013).
- 1920 : Hélène Bellanger, actrice française († 9 décembre 2021).
- 1921 : Sophie Scholl, résistante allemande du réseau La Rose blanche († 22 février 1943).
- 1922 : Marcel Boiteux, haut fonctionnaire français, directeur général d'EDF de 1967 à 1987. († 6 septembre 2023)
- 1923 : Claude Piéplu, comédien français († 24 mai 2006).
- 1924 : Jean Girault, réalisateur et scénariste français († 24 juillet 1982).
- 1925 : Georges Conchon, écrivain et scénariste français († 29 juillet 1990).
- 1927 : Manfred Eigen, biophysicien allemand, ancien directeur de l'Institut Max Planck, prix Nobel de chimie 1967 († 6 février 2019).
- 1928 :
  - Pancho Gonzales, joueur de tennis américain († 3 juillet 1995).
  - Barbara Ann Scott, patineuse artistique canadienne († 30 septembre 2012).
  - Mohamed Tahar Fergani, chanteur algérien († 7 décembre 2016).
- 1930 : Claude Sylvain, comédienne française († 31 décembre 2005).
- 1931 : Vance DeVoe Brand, astronaute américain.
- 1932 : Geraldine McEwan, actrice anglaise († 30 janvier 2015).
- 1935 :
  - Nokie Edwards (en), bassiste américain du groupe The Ventures († 12 mars 2018).
  - Roger Hargreaves, illustrateur et auteur britannique de livres pour enfants († 11 septembre 1988).
- 1936 :
  - Albert Finney, acteur britannique († 7 février 2019).
  - Glenda Jackson, actrice britannique.
  - Ernest Shonekan, avocat, entrepreneur et homme d'État nigérian († 11 janvier 2022).
- 1937 :
  - Sonny Curtis, guitariste et compositeur américain.
  - José Rafael Moneo, architecte espagnol.
  - David Prater, chanteur américain († 9 avril 1988).
- 1939 :
  - Ralph Boston, athlète américain spécialiste du saut en longueur.
  - Pierre Desproges, humoriste français († 18 avril 1988).
  - Ion Țiriac, joueur de tennis et homme d'affaires roumain.
- 1940 : James L. Brooks, réalisateur, scénariste et producteur américain.
- 1941 : Pete Birrell (en), musicien britannique du groupe Freddie and the Dreamers.
- 1942 : Tommy Roe, chanteur américain.
- 1943 : Santiago Herrero, pilote de course espagnol († 8 juin 1970).
- 1944 :
  - Richie Furay, chanteur, compositeur et guitariste américain du groupe Buffalo Springfield.
  - Christian de Portzamparc, architecte et urbaniste français.
- 1945 : Steve Katz, guitariste et réalisateur artistique américain du groupe Blood, Sweat and Tears.
- 1946 :
  - Candice Bergen, actrice américaine.
  - Clint Holmes (en), chanteur américain d’origine britannique.
- 1949 : Billy Joel, chanteur, auteur-compositeur et musicien américain.
- 1950 : Tom Petersson, musicien américain du groupe Cheap Trick.
- 1952 : Dick Annegarn, chanteur néerlandais francophone.
- 1953 :
  - Pierre d'Ornellas, évêque catholique français, archevêque de Rennes, Dol et Saint-Malo.
  - Béatrice Schönberg, journaliste française de télévision.
- 1955 : Edmund Coffin, cavalier américain, champion olympique.
- 1956 : Wendy Crewson, actrice et productrice canadienne.
- 1958 : Denis Robert, journaliste d'investigation français.
- 1959 :
  - Caroline Beaune, actrice française de doublage, voix de Gillian Anderson († 24 juillet 2014).
  - János Áder, homme d'État hongrois.
  - Tony Gwynn, joueur de baseball américain († 16 juin 2014).
  - Ivan Ivanov, coureur cycliste russe.
  - Daniel N. Sebban, auteur français et canadien de bandes dessinées.
  - Éric Navet, cavalier français, médaillé olympique.
- 1961 : John Corbett, acteur américain.
- 1962 : Dave Gahan, chanteur britannique leader du groupe Depeche Mode.
- 1963 : Joe Cirella, joueur canadien de hockey sur glace.
- 1965 : Stephen Yzerman, joueur et gérant canadien de hockey sur glace.
- 1968 : Marie-José Pérec, athlète française.
- 1970 : Ghostface Killah, rappeur américain.
- 1971 : Paul McGuigan, musicien britannique du groupe Oasis.
- 1972 : 
  - Lisa Ann, actrice pornographique américaine.
  - Daniela Silivaș, gymnaste roumaine, triple championne olympique.
- 1974 :
  - James Leyland Kirby, compositeur britannique.
  - Stéphane Yelle, joueur de hockey sur glace canadien.
- 1975 : Tamia (Tamia Marilyn Washington dite), chanteuse et productrice canadienne.
- 1977 :
  - Charles-Henri Grétouce, basketteur français.
  - Svein Tuft, coureur cycliste canadien.
  - Thibaud Chapelle, rameur d'aviron français, médaillé olympique.
- 1978 :
  - Anouar Ayed, handballeur international tunisien.
  - Leandro Damián Cufré, joueur de football argentin.
- 1979 :
  - Pierre Bouvier, chanteur québécois.
  - Rosario Dawson, actrice américaine.
  - Patrice Désilets, concepteur de jeux vidéo québécois.
  - Brandon Webb, joueur de baseball américain.
- 1980 : 
  - Vernon Fiddler, hockeyeur sur glace canadien.
  - Grant Hackett, nageur australien, triple champion olympique.
- 1982 : Barbara Cabrita, actrice franco-portugaise.
- 1983 : Gilles Müller, joueur de tennis luxembourgeois.
- 1984 :
  - Prince Fielder, joueur de baseball américain.
  - Chase Headley, joueur de baseball américain.
  - Antoine Vey, avocat pénaliste français.
- 1985 : Audrina Patridge, actrice américaine.
- 1987 : Kevin Gameiro, footballeur français.
- 1988 : Sanket Bhosale, comédien indien.
- 1989 :
  - C418 (Daniel Rosenfeld dit), compositeur allemand.
  - Philippe Marquis, skieur acrobatique canadien.
- 1991 :
  - Ben Chiarot, hockeyeur sur glace canadien.
  - Calvin de Haan, hockeyeur sur glace canadien.
- 1997 : Zane Huett, acteur américain.

## Décès

### Vesiècle
- 480 (ou 25 avril / 22 juin) : Julius Nepos, héritier de la dignité impériale en Occident (° vers 430).

### XIesiècle
- 1040 : Forte Gabrielli, ermite et moine bénédictin italien, bienheureux catholique (° 970).

### XIIIesiècle
- 1271 : Warcisław II, duc de Gdańsk (° vers 1237).

### XIVesiècle
- 1315 : Hugues V de Bourgogne, duc de Bourgogne de 1306 à 1315, roi titulaire de Thessalonique de 1306 à 1313 (° 1294).

### XVIesiècle
- 1590 : Charles Ier de Bourbon, cardinal français, archevêque de Rouen (° 22 septembre 1523).

### XVIIesiècle
- 1630 : Théodore Agrippa d'Aubigné, écrivain français (° 8 février 1552).

### XVIIIesiècle
- 1707 : Dietrich Buxtehude, compositeur allemand (° vers 1637).
- 1789 : Jean-Baptiste Vaquette de Gribeauval, officier et ingénieur d'artillerie de campagne (° 15 septembre 1715).

### XIXesiècle
- 1805 : Friedrich Schiller, poète et dramaturge allemand (° 10 novembre 1759).
- 1849 : Camille de Soyécourt, carmélite française, restauratrice du Carmel en France après la révolution française (° 1757).
- 1850 : Louis Joseph Gay-Lussac, physicien et chimiste français (° 6 décembre 1778).
- 1880 : George Brown, homme politique canadien (° 29 novembre 1818).
- 1886 : Jules Joseph Onfroy, homme politique français (° 18 janvier 1808).

### XXesiècle
- 1914 : 
  - Edgar Humann, amiral français, chef d'état-major de la marine entre 1894 et 1895 (° 7 mai 1838).
  - C. W. Post, manufacturier de céréales américain (° 26 octobre 1854).
- 1915 : François Faber, coureur cycliste luxembourgeois, premier vainqueur étranger du Tour de France en 1909 (° 26 janvier 1887).
- 1938 : Antonio Fuentes, matador espagnol (° 15 mars 1869).
- 1943 : Danielle Casanova, résistante française (° 9 janvier 1909).
- 1949 : Louis II de Monaco, prince de Monaco (° 12 juillet 1870).
- 1952 : Louise Lara (Louise Victorine Charlotte Larapidie-Delisle dite), actrice de théâtre et de cinéma française, mère de Claude Autant-Lara (° 22 juillet 1876).
- 1957 : Ezio Pinza, chanteur lyrique italien (° 18 mai 1892).
- 1968 :
  - Luigi Corbellini, peintre italien (° 11 août 1901).
  - Finlay Currie, acteur britannique (° 20 janvier 1878).
  - Albert Lewin, cinéaste, scénariste et producteur américain (° 23 septembre 1894).
  - Marion Lorne, actrice américaine (° 12 août 1883).
- 1970 : Walter Reuther, syndicaliste américain (° 1er septembre 1907).
- 1972 : Ali Chouerreb, figure tunisienne du banditisme (° 17 janvier 1930).
- 1976 : Ulrike Meinhof, cofondatrice de la Bande à Baader (suicide) (° 7 octobre 1934).
- 1977 : James Jones, romancier américain (° 6 novembre 1921).
- 1978 :
  - Georges Maciunas, artiste fondateur du mouvement fluxus (° 8 novembre 1931).
  - Aldo Moro, homme politique et juriste italien, mort assassiné (° 23 septembre 1916).
- 1979 :
  - Cyrus S. Eaton, homme d’affaires et philanthrope américain d’origine canadienne (° 27 décembre 1883).
  - Paul Guèvremont, acteur québécois (° 28 décembre 1902).
- 1981 : Jacques Blanchet, auteur-compositeur et interprète québécois (° 11 avril 1931).
- 1985 : Edmond O'Brien, acteur américain (° 10 septembre 1915).
- 1986 : Tensing Norgay, alpiniste népalais, premier vainqueur de l'Everest avec Edmund Hillary (° 29 mai 1914).
- 1989 : Karl Brunner, économiste suisse (° 16 février 1916).
- 1993 : Jacques Dextraze, militaire canadien, chef d’état-major de la Défense (° 15 août 1919).
- 1995 : Joseph Duhautoy-Schuffenecker, aumônier militaire français, compagnon de la Libération (° 16 mars 1909).
- 1996 : Gustave Gingras, médecin canadien, fondateur de l'Institut de réhabilitation de Montréal (° 18 janvier 1918).
- 1997 :
  - Marco Ferreri, réalisateur italien (° 11 mai 1928).
  - Rina Lasnier, poète et dramaturge québécoise (° 6 août 1910).
  - Willy Hess, musicologue et compositeur suisse (° 12 octobre 1906).
- 1998 : Alice Faye, actrice, danseuse et chanteuse américaine (° 5 mai 1915).
- 1999 : Gilles Richer, scénariste et réalisateur québécois (° 2 mai 1938).

### XXIesiècle
- 2001 : Marie Cardinal, écrivaine française (° 3 mars 1928).
- 2004 :
  - Brenda Fassie, chanteuse sud-africaine (° 3 novembre 1964).
  - Akhmad Kadyrov, homme politique de la fédération de Russie (° 23 août 1951).
  - Alan King, acteur et producteur américain (° 26 décembre 1927).
- 2008 : Pascal Sevran, présentateur d'émissions télévisées, écrivain, compositeur français (° 16 octobre 1945).
- 2009 : Evgénios Spatháris, marionnettiste grec (° 2 / 3 janvier 1924).
- 2010 : 
  - Raymond Bouchex, évêque catholique français (° 25 janvier 1927).
  - Lena Horne, chanteuse de jazz et actrice américaine (° 30 juin 1917).
- 2011 : Wouter Weylandt, cycliste belge (° 27 septembre 1984).
- 2012 : Vidal Sassoon, coiffeur et fabricant britannique de produits pour la coiffure (° 17 janvier 1928).
- 2013 : Huguette Oligny, actrice québécoise (° 31 janvier 1922).
- 2018 : Per Kirkeby, peintre, sculpteur, réalisateur de films et écrivain danois (° 1er septembre 1938).
- 2020 : 
  - Robert Bru, entraîneur de rugby à XV français (° 30 janvier 1931).
  - Pedro Pablo León, footballeur péruvien (° 29 juin 1943).
  - Little Richard (Richard Wayne Penniman dit), chanteur américain (° 5 décembre 1932).
  - Kristina Lugn, poétesse et dramaturge suédoise (° 14 novembre 1948).
  - Johnny McCarthy, basketteur puis entraîneur américain (° 25 avril 1934).
  - Abraham Palatnik, artiste brésilien, pionnier de l'art cinétique (° 19 février 1928).
  - Livia Thür, sociologue, économiste et administratrice gouvernementale hongroise (° ? 1928).
- 2021 : 
  - Eva Bal, metteuse en scène néerlandaise (° 25 juin 1938).
  - Jacques Bouveresse (Jacques Flavien Albert Bernard Marie Bouveresse), philosophe et universitaire français (° 20 août 1940).
  - José Manuel Caballero Bonald, poète et écrivain espagnol (° 11 novembre 1926).
  - Monique Cerisier-ben Guiga, femme politique française (° 20 juin 1942).
  - Neil Connery (Neil Niren Connery dit), plâtrier et acteur occasionnel écossais d'origine irlandaise frère cadet de Sean (° 16 décembre 1938).
  - Bratislav Petković, dramaturge, metteur en scène, scénariste et homme politique yougoslave puis serbe (° 26 septembre 1948).
  - Julien Zidi, réalisateur français de fictions, l'un des enfants de Claude Z. (° 9 avril 1973).
- 2022 : 
  - Richard Benson, chanteur italien (° 10 mars 1955).
  - John Coates, mathématicien australien (° 26 janvier 1945).
  - Linda Lê, écrivaine française d'origine vietnamienne (° 13 juillet 1963).
  - Qin Yi (秦怡 ou Ch'in I), actrice chinoise (° 31 janvier 1922).
- 2023 :
  - Georges Kiejman, avocat et homme politique français ministre sous François Mitterrand (° 12 août 1932).
- 2024 :
  - Sean Burroughs, joueur de baseball américain
  - Shirley Conran, écrivaine britannique
  - Roger Corman, réalisateur et producteur américain
  - Henri Coupon, avocat et romancier français
  - Toini Mikkola-Pöysti, skieuse finladaise
  - Yvonne Mokgoro, juge sud-africaine
  - Rex Murphy, journaliste canadien

## Célébrations

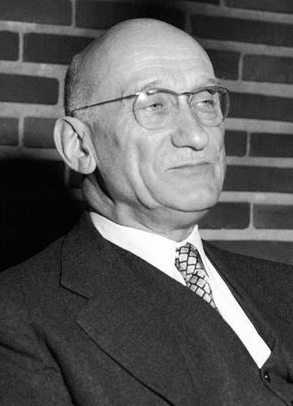
Robert Schuman, cofondateur de la C.E.C.A. puis de la C.É.E., en préalables à l'Union européenne

### Internationales
- Nations unies : « journées du souvenir et de la réconciliation en l'honneur des morts de la Seconde Guerre mondiale » (8 et 9 mai selon la résolution 59/26 de l'ONU du 3 mai 2005)[6].

- Union européenne : journée de l'Europe célébrant la déclaration Schuman du 9 mai 1950 à l'origine de l'Union européenne (ci-avant), déjà fériée voire festive au Luxembourg et dans quelques autres États membres fondateurs ; à ne pas confondre avec la journée de l’Europe du Conseil de l'Europe célébrée les 5 mai.

### (Inter)nationales
- Arménie, Biélorussie, Kazakhstan, Moldavie, Russie, Ukraine et autres pays post-soviétiques : « jour de la victoire » célébrant l'acte final de la capitulation allemande signé à Berlin le 8 mai 1945 à 23h01 heure de Berlin soit le 9 mai à 1h01 heure de Moscou. En Israël, cette célébration est nommée Jour de la Victoire en Europe.
- Aurigny, Guernesey, Jersey et Sercq (Royaume-Uni) : liberation day / « fête de la Libération » commémorant la fin de l'occupation des îles Anglo-Normandes durant la Seconde Guerre mondiale en 1945[7],[8].
- Japon : Goku day célébré depuis le 9 mai 2015 en l'honneur du principal protagoniste du manga Dragon Ball[9],[10].
- Roumanie (Union européenne) : « fête de l'indépendance » commémorant l'émancipation, d'abord vis-à-vis de l'Empire ottoman en 1877.

### Religieuses
- Fête romaine antique : premier jour des Lemuria ou Lemuralia dans le calendrier julien, cérémonie d'exorcisme des spectres appelés lémures.
- Scientologie : anniversaire de la « dianétique ».
- Christianisme : 
  - déposition au lieu des disciples (Éléona) des apôtres Pierre, Paul, Thomas, Jean l'évangéliste, de Jean-Baptiste, d'Isaïe prophète et de Diodore & Claudien (?) et Tryphaine, martyrs, dans le lectionnaire de Jérusalem, avec lectures relatives à Isaïe (Is. 6, 1-10) et Pierre (II Pi. 1, 12-18 ; Mc. 8, 31 - 9, 1 ou Eph. 4, 7-16 ; Jn 21, 15-19) ;
  - et voir "Arts, cultures et religions" ci-avant en 1969.

### Saints des Églises chrétiennes

#### Saints des Églises catholiques et orthodoxes
Référencés ci-après in fine, :
- Béat († IIIe siècle) ou Bie, ermite à Laon.
- Christophe d'Antioche († IIIe siècle), martyr à Antioche.
- Denis de Vienne († IVe siècle), 5e évêque de Vienne.
- Géronce de Cervia († 501), évêque de Cervia.
- Hermas, Gaïus, Lin, Patrobe et Philologue († 95), disciples de saint Paul.
- Pacôme le Grand († 346), moine et fondateur du cénobitisme.
- Tudy († VIe siècle), moine en Bretagne.

#### Saints et bienheureux des Églises catholiques
Référencés ci-après :
- Benincasa de Montepulciano († 1426), bienheureuse religieuse italienne servite de Marie.
- Caroline Gerhardinger († 1879), bienheureuse religieusse allemande fondatrice des pauvres sœurs des écoles de Notre-Dame.
- Étienne Grelewski († 1941), bienheureux prêtre polonais martyr à Dachau.
- Forte Gabrielli († 1040), bienheureux ermite italien près de Gubbio.
- Jean Wagner († 1516), bienheureux ermite suisse près du mont Pilate.
- Joseph Do-quang Hien († 1840), religieux dominicain martyr à Nam Định au Viêt Nam.
- Louise de Marillac († 1660), religieuse française fondatrice de congrégation.
- Maria Carmen Rendiles Martínez († 1977), bienheureuse religieuse vénézuélienne fondatrice de congrégation
- Thomas Pickering († 1665), bienheureux bénédictin anglais martyr à Tyburn.

#### Saints orthodoxes
aux dates parfois "juliennes" / orientales :
- Nicolas de Myre († 350), translation des reliques à Bari.
- Nicolas de Vounaine (Xe siècle), martyr.

### Prénoms du jour
Bonne fête aux Pacôme et ses variantes : Pachôme et Pakhôme ; en plein temps post-pascal du calendrier liturgique chrétien, de Pâques à Pacôme et avant Pentecôte (les Côme sont fêtés quant à eux les 26 septembre).
Et aussi aux :
- Caroline (fête locale) et ses variantes : Carolina, Carolyn, Carolyne, Karolin, Karolina, Karoline et Karolyne (fêtes majeures les 17 juillet, voire 4 novembre).
- Aux Gregor et ses variantes : Glegor, Grégoire, Greg(g)ory, Krikor, etc. (cf. les 3 septembre, en francophonie issue de Rome).
- Aux Isaïe (fête pour les églises d'Orient).

## Tradition voire superstition

### Dicton
« Brouillard de mai et chaleur de juin, amènent la moisson à point. »[réf. nécessaire]

### Astrologie
- Signe du zodiaque : 19e jour du signe astrologique du Taureau.

## Toponymie
Le nom de plusieurs voies, places, sites ou édifices contiennent cette date en langue française sous diverses graphies en références à des événements survenus à cette même date : voir Neuf-Mai .